# Jeff Stryker
Jeff Stryker (Charles Casper Peyton, 21 de agosto de 1962, Carmi, Illinois, Estados Unidos) é um ator estadunidense de filmes pornográficos, atuante em filmes bissexuais, gays e heterossexuais. Atualmente vive na Califórnia.

## Carreira
Jeff Stryker é primeiramente conhecido por atuar em filmes gays, embora Jamie Loves Jeff fosse um dos maiores lucros da Vivid Entertainment. Ele se descreve como sexualmente "universal".  Ele já afirmou ""Eu não me defino com nada." 
Ele também tentou seguir uma carreira de ator,  estrelando em 1989 uma produção italiana de terror chamada After Death (Revenge of the Zombies), na qual ele era identificado como "Chuck Peyton". Além disso, pode ser visto em outros filmes, como Can I Be Your Bratwurst Please? e Dirty Love.

## Prêmios e tributos
- Stryker foi indicado ao AVN Hall of Fame pelo seu trabalho em filmes adultos.
- Stryker foi fotografado em 1991 pelo artista Pierre et Gilles.
- Stryker foi indicado ao Porn Walk of Fame da Hustler em 15 de janeiro de 2004.

## Merchandising
A “Jeff Stryker Cock and Balls”, um dildo inspirado no formato de seu pênis é vendido em lojas do gênero no mundo inteiro. O dildo foi analisado academicamente em 1995 na Bowling Green State University em sua Conferência de Estudos Culturais: Lesbian Pornography and Transformation: Foucault, Bourdieu, and de Certeau Make Sense of the Jeff Stryker Dildo, por Mary T. Conway, uma então graduada na Temple University.  O brinquedo sexual não é apenas famoso, e foi alvo de uma disputa judicial entre Stryker e o fabricante, pois o brinquedo foi considerado parte do “Trabalho intelectual” de Stryker.  (O caso eventualmente chegou a um acordo mútuo.)  Em 1999, em um artigo na Salon.com, Jeff Stryker, um jornalista de Nova Iorque e xará do ator, afirmou que o dildo é um item cultural.  Ele também foi mencionado na novela de Allan Gurganus de 1997,  Plays Well with Others, onde o narrador da novela limpa um armário cheio de dildos, quando finalmente encontra "um Jeff Stryker, um monstro, mas de alguma forma romano em sua beleza clássica"
Stryker lançou um disco de música country intitulado (Wild Buck), e em seu video pornográfico, Bigger Than Life, ele canta uma canção de rock do mesmo nome.
Existe uma  linha de produtos licenciados de Jeff Stryker a venda: calendarios, cartas, camisetas, cartões de presente, Stryker Lube e a  Jeff Stryker Action Figure.

## Popularidade
- O diretor e autor de cinema John Waters chamou Jeff Stryker de  “o Cary Grant do pornô.”[12]
- A comediante Margaret Cho' volta e meia mostra sua paixão por filmes. Em seu show, Assassin, ele discursa em detalhes a respeito dos diversos lugares em que se pode enfiar um dildo. Stryker deu a Cho um dos seus produtos.[13]
- Em sua autobiografia, Traci Lords descreve ele como “gostoso, mas sendo apenas para ser visto” depois que ele lhe deu olhares desdenhosos no backstage durante os desfiles de moda  no Century City Civic Center de  Thierry Mugler.

## Batalhas legais

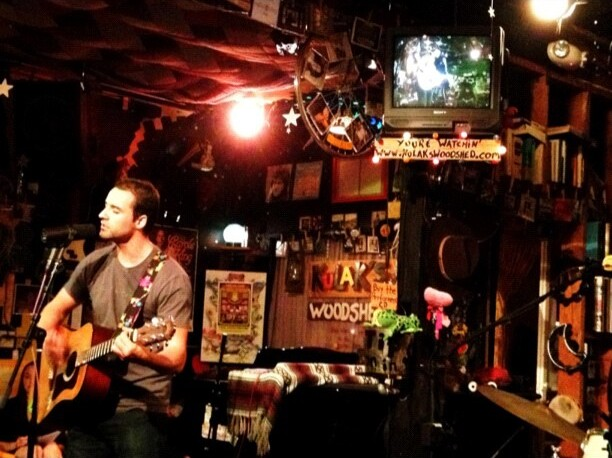
Ao vivo do Kulak's Woodshed, o futuro lar do Our Place Out Loud?

Stryker teve problemas legais com a Vivid (proprietária dos filmes Jamie Loves Jeff), e com a Doc Johnsons (criadores da Jeff Stryker Realistic Dildo), pois pedia os direitos dos filmes e dos lucros advindos da venda dos dildos. O brinquedo era vendido como sendo o "primeiro dildo manufaturado usando com molde o pênis de  uma celebridade", sendo reportado com o melhor produto do estilo.[carece de fontes?]
Stryker mais tarde processou a Health Devices Inc. e a  California Publishers Liquidating Corp. por mais de $1 milhão de dólares por quebra de contrato e pirataria, quando eles venderam dildos com molde seu sem o pagamento devido.O caso foi ouvido por um juiz antes de ser julgado em Los Angeles, que eventualmente intermediou um acordo que resultou num pagamento de $25.000 e o direito de reproduzir os produtos novamente.
Em Janeiro de 2009, o  L.A. Weekly noticiou que Stryker culpou o Kulak's Woodshed, uma boate de  folk-music, por impedi-lo de terminar sua auto biografia.  “(Minha escrita) era colocada em espera perpétua até que eu pudesse me recuperar novamente,” ele disse ao jornal. “Eu recebi um adiantamento de $25,000, mas não consigo completa-lo.” De acordo com a L.A. Weekly, Paul Kulak afirma que Stryker tem feito ameaças a ele e a seus clientes: “Ele constantemente me lembra que é um especialista em armas e que irá se esconder atrás da porta traseira quando eu for trazer o lixo. Uma vez, ele começou a fazer estalos de armas automáticas. Eu pude ver que ele tinha uma pistola... Eu estou disposto a arriscar minha vida para manter esse clube aberto.” Stryker respondeu aos comentários de  Kulak dizendo, "Esse cara é sem noção!"   Os tribunais tem negado os pedidos de Stryker e deu a Kulak's Woodshed  uma autorização de funcionamento.

## Stage shows
Stryker fez um turnê entre 1998–99 chamada Jeff Stryker Does Hard Time, uma comédia erótica que se passava numa prisão.O show terminava em uma cena em que Stryker dançava completamente pelado.
Stryker apareceu em "A Sophisticated Evening with Jeff Stryker" em Los Angeles, verão de 2006, e também em Provincetown, Massachusetts, verão de 2007. O  show foi produzido por Bruce Vilanch. No show, Stryker apresentava um monólogo cômico sobre sua vida e sobre os filmes adultos, conduzindo uma  comédia de "atuação demo pornô", terminado com ele pelado agradecendo ao público.

## Videografia seleta

### Gay
- Jeff Stryker Does Hard Time 2001
- Stryker 2000 Solo Masturbation
- Powertool: Tenth Anniversary Edition 1998
- Jeff Stryker’s Underground 1997
- Santa’s Cummin’! 1996 Solo Masturbation
- J.S. Big Time 1995
- Stryker Force 1995
- The Tease 1994 Solo Masturbation
- 10 Plus 1992 Solo Masturbation
- 10 Plus Volume 2 1992 Solo Masturbation
- Busted 1991
- In Hot Pursuit 1991
- Just You & Me 1990 Solo Masturbation
- On the Rocks 1990
- In Hot Pursuit 1987
- Powerfull 2 1987
- Bigger Than Life  1986

### Heterossexual e bissexual
- Stryker/Ryker in "RAW" (heterossexual)
- Stryker’s Best Powerful Sex (homossexual)
- Jamie Loves Jeff (heterossexual)
- cummin together (heterossexual)
- Dreaming of you (heterossexual)
- Heiress (heterossexual)
- Jamie Loves Jeff 2 (heterossexual)
- cyberstud" (heterossexual)
- strykers favorite sexual positions (heterossexual)
- Milk and Honey (heterossexual)
- Take Me (heterossexual)
- How to Enlarge your Penis (heterossexual)
- The Rebel (heterossexual)
- The Giant (heterossexual)
- In Your Wildest Dreams (heterossexual)
- The Switch is On (bissexual)

### Outros
- Can I Be Your Bratwurst, please (não pornográfico) por Rosa von Praunheim - 1999
- How to Enlarge Your Penis - 1993
- Jeff Stryker’s Favorite Sexual Positions - 1992
- After Death AKA Zombie 4: After Death (não pornográfico) - 1988
- Circus of Books - 2019